# Julio Salvador y Díaz-Benjumea
Julio Salvador y Díaz-Benjumea (Cadis, 22 de maig de 1910 - 22 de juny de 1987) va ser un militar i polític espanyol.

## Biografia
Va néixer a Cadis el 22 de maig de 1910. Durant la seva joventut va ingressar en l'Acadèmia d'Infanteria de Toledo, on va obtenir el grau de tinent en 1928. En produir-se el cop d'estat de 1936, que després donaria pas a la Guerra Civil es va unir al bàndol revoltat. Va ser un dels primers integrants de la Patrulla Blava i un dels pocs asos espanyols reconeguts, amb 24 enderrocaments confirmats durant el conflicte espanyol.
En 1938 va ser fet presoner per les tropes republicanes, i fou alliberat al final de la Campanya de Catalunya. Pels seus mèrits de guerra va ser condecorat amb la Medalla Militar Individual. Després de la guerra civil serà nomenat cap de l'Escola de Caça i en 1942 combatrà en la Segona Guerra Mundial en la Luftwaffe allistant-se en l'Esquadrilla Blava, unitat aèria de voluntaris espanyols, com a comandant de la 2a Esquadrilla.
Ja en 1969 va ser nomenat Ministre de l'Aire càrrec que va exercir fins a 1974. Va morir el 22 de juny de 1987 amb el grau de Tinent General.